# قاعدة البيانات الإحصائية لمنظمة الأغذية والزراعة
يقوم موقع قاعدة البيانات الإحصائية لمنظمة الأغذية والزراعة (FAOSTAT) على الويب بنشر البيانات الإحصائية التي تُجْمَع من قبل منظمة الأغذية والزراعة (الفاو). تُوفَّر بيانات قاعدة البيانات الإحصائية في المنظمة باعتبارها سلسلة زمنية من عام 1961 في معظم المجالات لـ 245 دولة بالإنجليزية والإسبانية والفرنسية.

## حول قاعدة البيانات الإحصائية
تُصَان قاعدة البيانات الإحصائية في المنظمة من قبل قسم الإحصاء في منظمة الأغذية والزراعة التابعة للأمم المتحدة. من خلال العمل مباشرة مع البلدان، تدعم الشعبة الإحصائية تطوير الاستراتيجيات الإحصائية الوطنية، وتعزيز المؤسسات والقدرات التقنية، وتحسين النظم الإحصائية. 
يعد نظام قاعدة البيانات الإحصائية في المنظمة أحد أهم نظم المنظمة. وهو عنصر رئيسي في نظم المعلومات في المنظمة، حيث يساهم في تحقيق الهدف الاستراتيجي للمنظمة وهو جمع وتحليل وتفسير ونشر المعلومات المتعلقة بالتغذية والأغذية والزراعة من أجل التنمية ومكافحة الجوع وسوء التغذية في العالم. تقع في قلب المركز العالمي للمعلومات الزراعية (وايسنت). يتيح المركز العالمي للمعلومات الزراعية (وايسنت) وصولاً إلى مخزن المنظمة الهائل من المعلومات حول المواضيع الزراعية والغذائية - البيانات الإحصائية والوثائق والكتب والصور والخرائط.

## مجالات قاعدة البيانات الإحصائية
- الإنتاج يغطي مجال الإنتاج الزراعي: الكميات المنتجة وأسعار المنتجين والقيمة في المزرعة والمساحة المحصودة والعائد لكل هكتار .
- التجارة يوفر مجال التجارة في مجال الزراعة إحصاءات سنوية شاملة وقابلة للمقارنة ومحدثة حسب البلد والمنطقة ومجموعات البلدان الاقتصادية لنحو 600 سلعة غذائية وزراعية فردية منذ عام 1961. البيانات التفصيلية لتجارة الأغذية والزراعة التي جُمِعَت وعولِجَت ونُشرت بواسطة المنظمة وفقًا لمنهجية إحصاءات التجارة الدولية للبضائع (IMTS)، تُقَدَّم مباشرة من قبل السلطات الوطنية إلى المنظمة أو تلقيها عبر منظمات شريكة دولية أو إقليمية. يُحَدَّث إجمالي قيمة تجارة البضائع حسب البلد سنويًا وفقًا للمنشورات الوطنية حول ميزان المدفوعات وإحصاءات التجارة ومواءمتها مع الأرقام الموحدة التي تنشرها مجموعة البيانات المشتركة بين منظمة التجارة العالمية (CDS) حول إحصاءات تجارة البضائع الإجمالية حسب البلدان.
- الأمن الغذائي تعد بيانات الإمدادات الأغذية من أهم البيانات في قاعدة البيانات الإحصائية في المنظمة. في الواقع، هذه البيانات هي الأساس لتقدير تقييم سوء التغذية العالمي والوطني، عندما تُدمج مع مجموعات البيانات الأخرى. لقد كانت هذه البيانات هي أساس كشف الميزانية الغذائية منذ إنشائها لأول مرة. يتم الوصول إلى البيانات من قبل كل من رجال الأعمال والحكومات للتحليل الاقتصادي ووضع السياسات، وكذلك تُستخدم من قبل المجتمع الأكاديمي.
- المؤشرات الزراعية البيئية - المؤشرات البيئية الزراعية (AEI) هي مؤشرات قادرة على وصف وتقييم الحالة والاتجاهات في الأداء البيئي للزراعة لتقديم مؤشرات مفيدة للعلماء وصانعي السياسات حول حالة البيئة، حول آثار السياسات المختلفة، مثل وكذلك حول الكفاءة في استخدام الميزانيات من حيث النتائج البيئية.
- الميزانية العمومية للأغذية تقدم الميزانية العامة للأغذية صورة شاملة لنمط الإمداد الغذائي للبلد خلال فترة مرجعية محددة. تُعد ميزانيات الأغذية لكل من البلدان الفردية والمجاميع الإقليمية / الاقتصادية. يغطي المجال الإنتاج والتجارة والأعلاف والبذور والنفايات والاستخدامات الأخرى وتوافر الغذاء.
- الأسعار يحتوي مجال أسعار قاعدة البيانات الإحصائية في المنظمة على: أسعار المنتج السنوية والشهرية، ومؤشر أسعار المنتجين السنوي، ومؤشر أسعار المستهلك .
- الموارد تم العثور على بعض البيانات الأكثر إثارة للاهتمام للاقتصاديين في هذا المجال. إن التوزيع الوطني للأراضي، بين الأراضي الصالحة للزراعة، والمراعي والأراضي الأخرى، وكذلك أهمية الري ليست سوى بعض مجموعات البيانات المهمة.
- انبعاثات قاعدة البيانات الإحصائية في المنظمة بشأن انبعاثات الغازات الدفيئة (GHG) حسب البلدان، تُوفر في قاعدة بيانات انبعاثات قاعدة البيانات الإحصائية في المنظمة، التي تغطي ما يقرب من 200 دولة. تُقدّر انبعاثات غازات الدفيئة بالاتفاق مع المنهجيات الافتراضية للمبادئ التوجيهية للفريق الحكومي الدولي المعني بتغير المناخ (IPCC) لعام 2006 بشأن قوائم الجرد الوطنية لغازات الدفيئة. ساهمت بيانات انبعاثات قاعدة البيانات مباشرة في تقرير التقييم الخامس للفريق الحكومي الدولي المعني بتغير المناخ. تُحدث بيانات غازات الدفيئة تلقائيًا على فترات سنوية. يمكن الوصول إليها في قاعدة بيانات الإحصائية من خلال مجالين منفصلين: الانبعاثات - الزراعة واستخدام الأراضي - الانبعاثات.
- الانبعاثات - الزراعة يحتوي مجال بيانات قاعدة البيانات الإحصائية الموضوعية هذه على تقديرات لانبعاثات الغازات الدفيئة لما يقرب من 200 دولة، للفترة المرجعية من 1961 إلى الوقت الحاضر، وفقًا للمبادئ التوجيهية الافتراضية (المستوى 1) للفريق الحكومي الدولي المعني بتغير المناخ 2006 لقوائم جرد غازات الدفيئة الوطنية. تشتمل الانبعاثات من الزراعة على غازات الميثان (CH4) وأكسيد النيتروز (N2O) المنبعثة من عمليات التثبيت والتحلل الميكروبي في حقول المحاصيل ونظم الثروة الحيوانية، في الفئات الفرعية التالية: 
  - التخمير المعوي
  - إدارة السماد الطبيعي
  - زراعة الأرز
  - الأسمدة الاصطناعية
  - تطبق السماد على التربة
  - سماد اليسار على المراعي
  - مخلفات المحاصيل
  - زراعة التربة العضوية
  - حرق - مخلفات المحاصيل
  - حرق - سافانا
  - استخدام الطاقة في الزراعة

ساهمت بيانات قاعدة البيانات الإحصائية في تقرير التقييم الخامس للفريق الحكومي الدولي المعني بتغير المناخ. 
- استخدامات انبعاثات الأرض يحتوي مجال بيانات قاعدة البيانات الإحصائية هذا على تقديرات لانبعاثات غازات الدفيئة لنحو 200 دولة، للفترة المرجعية 1990-2010، وفقًا للمبادئ التوجيهية الافتراضية (المستوى 1)، للفريق الحكومي الدولي المعني بتغير المناخ 2006، لقوائم جرد غازات الدفيئة الوطنية. تشمل بيانات غازات الدفيئة الانبعاثات حسب المصادر وعمليات الإزالة بواسطة المصارف من أنشطة الحراجة وأنشطة استخدام الأراضي الأخرى (FOLU)، والمشار إليها أيضًا باسم استخدام الأراضي وتغيير استخدام الأراضي والحراجة (LULUCF). باستثناء حرق الكتلة الحيوية، التي تحتوي فقط على انبعاثات غير ثاني أكسيد الكربون الناتجة عن الحرائق البشرية، فإن انبعاثات وإزالة وحدات التحكم في الغابات التي يسيطر عليها ثاني أكسيد الكربون تهيمن عليها ثاني أكسيد الكربون المفقودة أو المخزنة نتيجة للتدخل البشري في فئات استخدام الأراضي الأربعة التالية للفريق الحكومي الدولي المعني بتغير المناخ: 
  - أرض الغابات (صافي تحويل الغابات، الغابات)
  - الأراضي الزراعية (التربة العضوية في الأراضي الزراعية)
  - الأراضي العشبية (الأراضي العشبية العضوية)
  - حرق الكتلة الحيوية (حرائق الكتلة الحيوية والجفت)

تُحتسب الانبعاثات وعمليات الإزالة ضمن فئات الأراضي (على سبيل المثال بسبب الإدارة) وللتحويل بين فئات الأراضي (على سبيل المثال بسبب التغيير في استخدام الأراضي الذي يحركه الإنسان). تساهم البيانات في تقرير التقييم الخامس للفريق الحكومي الدولي المعني بتغير المناخ. 
- الاستثمار في مجال الاستثمار في قاعدة البيانات الإحصائية في المنظمة، يمكن العثور على البيانات عن الأسهم والمساعدة الخارجية للزراعة والآلات (الميكانيكية) والإنفاق الحكومي .
- الحراجة توفر قاعدة البيانات الإحصائية - الحراجة تقديرات الإنتاج والتجارة السنوية للعديد من المنتجات الحرجية، وخاصة المنتجات الخشبية مثل الأخشاب المستديرة والخشب المنشور والألواح الخشبية واللب والورق. بالنسبة للعديد من المنتجات الحرجية، تتوفر البيانات التاريخية من عام 1961. يغطي مجال الغابات: الإنتاج الحرجي وتدفقات التجارة الحرجية

كما تنشر البيانات الواردة في قاعدة البيانات الإحصائية في المنظمة في الكتاب الإحصائي السنوي للمنظمة في صورة ورقية وعلى الإنترنت.

## روابط خارجية
- الموقع الرسمي